# 黃星叡
黃星叡（英語：Bobular Wong，1986年8月9日—），香港男演員，出生於香港，中學時期移民美國，大學畢業後赴洛杉磯發展，後期回流香港繼續發展演藝事業。2018年參加ViuTV選秀節目《全民造星》是唯一以演戲組別進身40強，演出讓觀眾深刻，逐漸打開知名度。

## 簡介

### 早期生涯
14歲移民美國拉斯維加斯，自小受周星馳啟發，立志成為一位演員。高中時期曾修讀戲劇課程，2009年畢業於內華達大學拉斯維加斯分校，主修戲劇—螢幕表演（Acting for Camera）。在學期間於太陽劇團駐場秀《Kà》擔任即興暖場演員長達6年，同時非常積極參加當地即興表演活動。
畢業後前往洛杉磯發展演藝事業，曾參與電影、短片、廣告、走秀與平面拍攝，代表作品包括由艾美獎得獎導演Kelly Schwarze執導電影《第八禁區》（Territory 8）。他於2015年當起背包客前往澳洲打工假期，在墨爾本曾經同時打三份工賺旅費，最後花了3個月的時間在澳洲環島旅遊。

### 香港演藝發展
黃星叡於2016年回流香港繼續發展演藝事業，曾參與多部獨立電影、短片、劇集與MV，代表作包括《找我》、《無愛之愛》、《財叔》與《玩具成熟時》。在2017參與拍攝由銀都機構有限公司主辦 《美麗香港‧人情事》短片拍攝計劃，憑作品《財叔》 獲得最佳男新人獎，演技大受好評。
2018年參加ViuTV人氣選秀節目《全民造星》，並曾於自我介紹中指出「自己的戲劇老師的老師是畢·彼特的老師」，所以自稱是「畢·彼特師侄」而引起話題。他從100強至40強一直堅持表演戲劇，演出令人印象深刻。
2019年開始涉獵電影創作，於微電影《笑殮》中同時擔當編劇與演員工作，而作品更於「Let’s Just Fly 短片創作比賽」中獲得公開組優異獎。2020年更自資拍攝微電影《女子》，首次同時擔任導演、編劇與演員，並於Box Short Film Festival電影節入圍半決賽（Semi-Finalist）。
2021年參加hmvod大型實況綜藝節目《敗者重生戰LOSER REBORN》，為本節目最年長參賽者。

## 演出作品

### 電影
| 年份 | 片名      | 導演           | 角色     | 合作單位                                               |
| ---- | --------- | -------------- | -------- | ------------------------------------------------------ |
| 2012 | 醉後伴侶  | Shakun Batra   | 翻譯員   | Kareena Kapoor、Imran Khan                             |
| 2012 | 第八禁區  | Kelly Schwarze | Tao Xing | Michael Tushaus、Stu Chaiken, Colin Ward, Will Edwards |
| 2021 | 拆彈專家2 | 邱禮濤         | 拆彈小組 | 劉德華、劉青雲、吳卓羲、黃德斌、趙永洪                 |
| 2021 | 怒火      | 陳木勝         | PTU      | 甄子丹、謝霆鋒、秦嵐                                   |

### 微電影
| 年份 | 片名                               | 導演                | 角色     |
| ---- | ---------------------------------- | ------------------- | -------- |
| 2017 | 《財叔》                           | 曾偉漢              | 阿輝     |
| 2019 | 新生·鳴微電影《左右．愛》          | 潘秀華              | 余天琛   |
| 2020 | 《找我》                           | 杜嘉莉              | 陳子皓   |
| 2021 | 第八屆微電影「創+作」作品《偽人》  | 佘建緯 Ronald Zajac | 男團成員 |
| 2021 | 第十四屆鮮浪潮短片作品《非婚之婚》 | 鄭子樂              | 陳睿     |
| 2021 | CAREBra微電影《如果...並沒有如果》 | 湯皓浚              | 男主角   |

### 電視劇
| 年份 | 片名           | 導演   | 角色               |
| ---- | -------------- | ------ | ------------------ |
| 2018 | 《無愛之愛》   | 王韻詩 | 家雄               |
| 2019 | 《萬幅瑪利亞》 | 王韻詩 | 力                 |
| 2022 | 《IT狗》       | 簡君晋 | PayPayDuck代表律師 |

### 舞台劇/音樂劇
- 2006年-2012年《太陽劇團 - Kà》
- 2016年《Livy in the Garden》
- 2017年《那一年，我們沒有了廣東歌》

### 電視節目
| 年份 | 播放頻道 | 節目名稱                     | 性質   |
| ---- | -------- | ---------------------------- | ------ |
| 2018 | ViuTV    | 《Good Night Show 全民造星》 | 參賽者 |
| 2021 | hmvod    | 《敗者重生戰LOSER REBORN》   | 參賽者 |